# Handebol nos Jogos Pan-Americanos de 2007 - Masculino
O torneio masculino de handebol nos Jogos Pan-Americanos de 2007 ocorreu entre 14 e 22 de julho no Riocentro. Oito equipes participaram do evento.

## Medalhistas
|  | BRA Brasil |  | ARG Argentina |  | CUB Cuba |
|  | Maik Santos Fernando Pacheco Filho Carlos Ertel Danilo Silva Renato Rui Bruno Souza Leonardo Bortolini Hélio Justino Jaqson Kojoroski Alexandre Vasconcelos Silvio Laureano Felipe Ribeiro Bruno Santana Jardel Pizzinatto Guilherme Oliveira |  | Matias Schulz Sergio Crevatin Federico Pizarro Matias Martín Lima Mariano Castro Maximiliano Ferro Alejo Carrara Leonardo Querin Bruno Civelli Facundo Torres Fernando García Emiliano la Rosa Gonzalo Carou German Pardales Damian Migueles |  | Alfredo Quintana Raifer Turino Guillermo Corzo Edgard Marti Randy Díaz Denip Fonseca Denis Fernández Rafael da Costa Jorge Pavan Ariel Paz Misael Iglesias Frankis Carol Yinkelly Tomacen Daymaro Amador Eurelbis Valdes |

## Formato
As oito equipes foram divididas em dois grupos de quatro equipes. Cada equipe jogou contra as outras equipes do mesmo grupo, totalizando três jogos. As duas primeiras colocadas de cada grupo classificaram-se as semifinais e as restantes fizeram jogos de definição do quinto ao oitavo lugar. Nas semifinais, os vencedores disputaram a final e os perdedores se enfrentaram pela medalha de bronze.

## Resultados

### Primeira fase

#### Grupo A
| Pos | Time                     | Pts | J | V | E | D | GP  | GC  | SG  |
| --- | ------------------------ | --- | - | - | - | - | --- | --- | --- |
| 1   | ARG Argentina            | 6   | 3 | 3 | 0 | 0 | 108 | 59  | +49 |
| 2   | URU Uruguai              | 4   | 3 | 2 | 0 | 1 | 76  | 82  | -6  |
| 3   | DOM República Dominicana | 2   | 2 | 1 | 0 | 2 | 87  | 86  | +1  |
| 4   | MEX México               | 0   | 3 | 0 | 0 | 3 | 61  | 107 | -46 |

| 14 de julho de 2007 16:00 | República Dominicana | 26 – 29 | Uruguai |  |
|                           |                      |         |         |  |

| 14 de julho de 2007 20:00 | Argentina | 40 – 16 | México |  |
|                           |           |         |        |  |

| 16 de julho de 2007 14:00 | República Dominicana | 36 – 24 | México |  |
|                           |                      |         |        |  |

| 16 de julho de 2007 22:00 | Argentina | 35 – 16 | Uruguai |  |
|                           |           |         |         |  |

| 18 de julho de 2007 20:00 | Uruguai | 31 – 21 | México |  |
|                           |         |         |        |  |

| 18 de julho de 2007 22:00 | Argentina | 33 –25 | República Dominicana |  |
|                           |           |        |                      |  |

#### Grupo B
| Pos | Time       | Pts | J | V | E | D | GP | GC | SG  |
| --- | ---------- | --- | - | - | - | - | -- | -- | --- |
| 1   | BRA Brasil | 6   | 3 | 3 | 0 | 0 | 99 | 58 | +41 |
| 2   | CUB Cuba   | 4   | 3 | 2 | 0 | 1 | 99 | 73 | +26 |
| 3   | CHI Chile  | 2   | 3 | 1 | 0 | 2 | 67 | 93 | -35 |
| 4   | CAN Canadá | 0   | 3 | 0 | 0 | 3 | 52 | 93 | -41 |

| 14 de julho de 2007 14:00 | Brasil | 33 – 20 | Chile |  |
|                           |        |         |       |  |

| 14 de julho de 2007 22:00 | Cuba | 33 – 20 | Canadá |  |
|                           |      |         |        |  |

| 16 de julho de 2007 16:00 | Brasil | 31 – 12 | Canadá |  |
|                           |        |         |        |  |

| 16 de julho de 2007 20:00 | Cuba | 40 – 18 | Chile |  |
|                           |      |         |       |  |

| 18 de julho de 2007 14:00 | Canadá | 20 – 29 | Chile |  |
|                           |        |         |       |  |

| 18 de julho de 2007 16:00 | Brasil | 35 – 26 | Cuba |  |
|                           |        |         |      |  |

### Fase final
|  | Classificação 5º-8º lugar   | Classificação 5º-8º lugar   |    |                             | 5º lugar                    | 5º lugar |  |
|  |                             |                             |    |                             |                             |          |  |
|  | 20 de julho 2007 - 14:00    |                             |    |                             |                             |          |  |
|  | CHI Chile                   | 28                          |    |                             |                             |          |  |
|  | MEX México                  | 27                          |    |                             |                             |          |  |
|  |                             |                             |    |                             |                             |          |  |
|  |                             |                             |    |                             | 22 de julho 2007 - 15:00    |          |  |
|  |                             |                             |    |                             | CHI Chile                   | 28       |  |
|  |                             | DOM República Dominicana    | 27 |                             |                             |          |  |
|  |                             |                             |    |                             |                             |          |  |
|  |                             |                             |    |                             |                             |          |  |
|  |                             |                             |    |                             | 7º lugar                    |          |  |
|  | 20 de julho de 2007 - 20:00 | 20 de julho de 2007 - 20:00 |    | 22 de julho de 2007 - 17:00 | 22 de julho de 2007 - 17:00 |          |  |
|  | DOM República Dominicana    | 28                          |    | MEX México                  | 32                          |          |  |
|  | CAN Canadá                  | 27                          |    |                             | CAN Canadá                  | 34       |  |

|  | Semifinais                  | Semifinais                  |    |                            | Final                      | Final |  |
|  |                             |                             |    |                            |                            |       |  |
|  | 20 de julho 2007 - 16:00    |                             |    |                            |                            |       |  |
|  | BRA Brasil                  | 28                          |    |                            |                            |       |  |
|  | URU Uruguai                 | 16                          |    |                            |                            |       |  |
|  |                             |                             |    |                            |                            |       |  |
|  |                             |                             |    |                            | 22 de julho 2007 - 11:00   |       |  |
|  |                             |                             |    |                            | BRA Brasil                 | 30    |  |
|  |                             | ARG Argentina               | 22 |                            |                            |       |  |
|  |                             |                             |    |                            |                            |       |  |
|  |                             |                             |    |                            |                            |       |  |
|  |                             |                             |    |                            | 3º lugar                   |       |  |
|  | 20 de julho de 2007 - 22:00 | 20 de julho de 2007 - 22:00 |    | 22 de julho de 2007 - 9:00 | 22 de julho de 2007 - 9:00 |       |  |
|  | ARG Argentina               | 30                          |    | URU Uruguai                | 23                         |       |  |
|  | CUB Cuba                    | 29                          |    |                            | CUB Cuba                   | 24    |  |

## Classificação final
| Pos.              | Equipe                   | Campanha (V-E-D) |
| ----------------- | ------------------------ | ---------------- |
| Medalha de ouro   | BRA Brasil               | 5-0-0            |
| Medalha de prata  | ARG Argentina            | 4-0-1            |
| Medalha de bronze | CUB Cuba                 | 3-0-2            |
| 4                 | URU Uruguai              | 2-0-3            |
| 5                 | CHI Chile                | 3-0-2            |
| 6                 | DOM República Dominicana | 2-0-3            |
| 7                 | CAN Canadá               | 1-0-4            |
| 8                 | MEX México               | 0-0-5            |